# Fritz von Uhde

Fritz Karl Hermann von Uhde (født 22. maj 1848 i Wolkenburg i Kongeriget Sachsen, død 25. februar 1911 i München) var en tysk maler.
Efter en kort, utilfredsstillende forsøgstid ved Dresdens Akademi gik von Uhde militærvejen, men gav dog 1877 atter efter for kunstdriften (forinden havde han malet Slaget ved Sedan, 1873, med mere) og tog afsked som ritmester. Hans første arbejder, som den store Rytterfægtning fra 1683 (1878) og Chanteuse (1880) med dunkel kolorit og stærke farvekontraster røber indflydelse fra Munkáczy, hos hvem han arbejdede i Paris 1879—1880. Kendskabet til fransk friluftsmaleri og forholdet til Max Liebermann ændrede dog snart hans palet, særlig efter en studierejse, på Liebermanns råd, til Holland (Spillemand, Legende børn m. v.), hans Trommeøvelse og Lirekassemanden fra 1883 forekom tysk kunstsmag næsten revolutionære i deres lyse toner. Også i sine påfølgende bibelske værker blev han lysets og luftens maler. 
Hans religiøse maleri, der under rig produktion strækker sig over henved tyve år, og som under megen forargelsens modstand skaffede von Uhde det berømte navn, indlededes 1883—1884 med det stemningsfulde Lader de små børn komme til mig (Leipzig Museum). Von Uhde havde her, i Jesu, vær vor gæst (Berlins Galleri) og Bordbønnen (1885, Luxembourgmuseet i Paris) etc. etc. med megen inderlighed og følelse fremstillet Kristus i moderne milieu; han vandrer og virker mellem samtidens sydtyske bønder, i deres egne og stuer; efterhånden kom den jævne nutidshverdagslighed, på hvilken de bibelske emner overførtes, til at spille en så fremtrædende rolle i hans kunst, at deres religiøse betydning til tider næppe mærkedes; 1900 lod han med sin Atelierpause (der viser modellerne til de religiøse skikkelser) tilskuerne se bag kulisserne af hans bibelske kunst, og fra den tid står han helt på nutidsgrund; valeurerne, lyset og luften blev nu det bærende i hans portrætter, genrebilleder m. v.
Af hans øvrige bibelske arbejder skal yderligere nævnes det store Nadver (1885—1886; en variant af betydelig malerisk virkning i Wiens Hofmuseum, 1898), Bjergprædikenen (1886), triptychonet Hellig nat i to fremstillinger (1888—1889; Dresdens Galleri), Gangen til Bethlehem (1890, Münchens Neue Pinakothek, der ligeledes ejer Himmelfarten, 1897, og det ejendommelige Noli me tangere, 1894), De vise i Østerland (Magdeburgs Museum), Gravlæggelsen (1895), et af hans i malerisk henseende betydeligste værker, Prædiken ved søen, Disciplene i Emaus (Städelske Museum i Frankfurt a.M.), gerne arbejder i stort format, med legemsstore figurer. Jævnsides med denne virksomhed gik i von Uhdes kunst en udpræget malerisk menneskeskildring, der kom frem allerede i Sommerfrische (1883), senere i det udmærkede Bondepige (1888, Königsbergs Museum), i elskværdige skildringer af børnelivet, således to Kinderstube (det ene fra 1888 i Hamburgs Kunsthalle), i portrætter (Liebermann, 1892, selvportræt, 1898, Dresdens Galleri, skuespiller Wohlmuth, 1893, Oslo Galleri m. v.) og mange andre; pastellerne I tanker, Vadskerkone etc. Von Uhde var en af lederne af Münchens Secession, blev 1894 professor i München, 1896 medlem af Berlins kunstakademi. På den baltiske Udstilling 1914 i Malmö sås flere værker af von Uhde, blandt andet barnekammerbilledet fra Hamburgs Kunsthalle.